# Фимиам

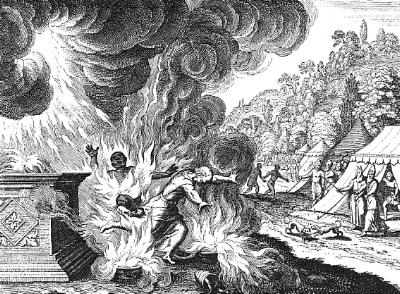
Гибель Авиуда и Надаба, которые были поражены «огнём, снисшедшим от Господа» за то, что нарушили Божие повеление относительно возжжения фимиама и использовали обычный огонь, а не огонь, взятый с жертвенника

Фимиа́м (др.-греч. θυμίαμα, от θυμιάω — жгу, курю) — ладан или любое другое благовоние, сжигаемое при богослужениях в иудаизме и христианстве (Лев. 2:1; Чис. 5:15). В Иерусалимском храме фимиам сжигали на специальном жертвеннике в качестве жертвы Богу (Исх. 30:1-10; Мал. 1:11; Откр. 5:8).
Помимо богослужений, воскуривание фимиама, в соответствии с догматическим определением (оросом) VII Вселенского Собора, используется в практике иконопочитания (наряду с возжжением свечей, лобзанием и поклонами).
Состав фимиама очень сильно зависит от исторических и культурных традиций. Например, в Библии приводится такой рецепт: стакти, ониха, халван душистый и ладан (Исх. 30:34).
В русском православии под фимиамом, как правило, подразумевается росный или обыкновенный ладан, хотя в современных реалиях словом «ладан», также как и фимиам, обозначают любые церковные благовония с ладаном и без него.
Фразеологизм «курить фимиам» означает льстиво восхвалять кого-либо.